# Tour de France 2011/10. Etappe
Die 10. Etappe der Tour de France 2011 am 12. Juli führte nach dem ersten Ruhetag über 158 Kilometer von Aurillac nach Carmaux. Auf der Etappe gab es eine Sprintwertung und jeweils zwei Bergwertungen der 3. und der 4. Kategorie. Es gingen noch 178 der 198 gemeldeten Fahrer an den Start.

## Rennverlauf
Nach etwa zehn Kilometern bildete sich eine sechsköpfige Ausreißergruppe aus Rémy Di Gregorio, Sébastien Minard, Arthur Vichot, Julien El-Farès, Marco Marcato und Anthony Delaplace. Zu diesem Zeitpunkt ereignete sich wieder ein Sturz im Feld, der aber folgenlos blieb. Vichot gewann den Zwischensprint, im Feld setzte sich Mark Cavendish durch. Mit 51,6 km/h war die erste Rennstunde die bisher schnellste dieser Tour de France, wobei die Ausreißer einen maximalen Vorsprung von vier Minuten erreichten. Mehr ließen die Teams HTC-Highroad und Lampre nicht zu. Anschließend wurde das Rennen etwas langsamer.
Marcato gewann die erste und auch die beiden folgenden Bergwertungen für sich und wurde am Ende der Etappe auch als kämpferischster Fahrer ausgezeichnet. Vor der letzten Bergwertung schrumpfte der Vorsprung der Gruppe auf unter eine Minute, als HTC allein die Führungsarbeit machte. Die Spitzengruppe teilte sich in zwei Gruppen, als Minard, Vichot und Marcato einen Vorsprung vor ihren drei Begleitern herausfuhren, die dann vom Feld eingefangen wurden. Kurz darauf versuchte Marcato allein weiterzufahren, aber auch er wurde wie seine beiden anderen Begleiter noch vor dem Gipfel eingeholt, über den Thomas Voeckler als Erster fuhr, nachdem Tony Gallopin das Tempo erneut verschärft hatte, wodurch einige Sprinter zurückfielen.
Es bildete sich eine fünfköpfige Gruppe, zu der neben diesen beiden auch Philippe Gilbert, Tony Martin und Dries Devenyns gehörten. Gallopin fiel wieder zurück und Gilbert versuchte einen Alleingang, allerdings wurde er wie seine Begleiter wenige Kilometer vor dem Ziel wieder vom Feld eingefangen, das nur noch aus rund 60 Fahrern bestand. Im Zielsprint setzte sich André Greipel gegen Cavendish durch und gewann so seine erste Tour-de-France-Etappe.

## Bergwertungen
| Côte de Figeac Kategorie 3 nach 62,5 km auf 350 m 2,3 km bei 6,0 % |            |                         |        |
| 1.                                                                 | Italien    | Marco Marcato (VCD)     | 2 Pkt. |
| 2.                                                                 | Frankreich | Anthony Delaplace (SAU) | 1 Pkt. |

| Côte de Loupiac Kategorie 4 nach 70,5 km auf 326 m 2,5 km bei 4,1 % |         |                     |        |
| 1.                                                                  | Italien | Marco Marcato (VCD) | 1 Pkt. |

| Côte de Villefranche-de-Rouergue Kategorie 3 nach 99,5 km auf 511 m 4,1 km bei 5,9 % |            |                        |        |
| 1.                                                                                   | Italien    | Marco Marcato (VCD)    | 2 Pkt. |
| 2.                                                                                   | Frankreich | Sébastien Minard (ALM) | 1 Pkt. |

| Côte de Mirandol-Bourgnounac Kategorie 4 nach 143 km auf 415 m 3,9 km bei 4,1 % |            |                       |        |
| 1.                                                                              | Frankreich | Thomas Voeckler (EUC) | 1 Pkt. |

## Punktewertung
| Zwischensprint in Maurs nach 37,5 km auf 280 m |                        |                              |         |
| 1.                                             | Frankreich             | Arthur Vichot (FDJ)          | 20 Pkt. |
| 2.                                             | Frankreich             | Anthony Delaplace (SAU)      | 17 Pkt. |
| 3.                                             | Frankreich             | Sébastien Minard (ALM)       | 15 Pkt. |
| 4.                                             | Italien                | Marco Marcato (VCD)          | 13 Pkt. |
| 5.                                             | Frankreich             | Rémy di Gregorio (AST)       | 11 Pkt. |
| 6.                                             | Frankreich             | Julien El-Farès (COF)        | 10 Pkt. |
| 7.                                             | Vereinigtes Konigreich | Mark Cavendish (THR)         | 9 Pkt.  |
| 8.                                             | Australien             | Mark Renshaw (THR)           | 8 Pkt.  |
| 9.                                             | Spanien                | José Joaquín Rojas (MOV)     | 7 Pkt.  |
| 10.                                            | Spanien                | Francisco José Ventoso (MOV) | 6 Pkt.  |
| 11.                                            | Belgien                | Philippe Gilbert (OLO)       | 5 Pkt.  |
| 12.                                            | Frankreich             | Mickael Delage (FDJ)         | 4 Pkt.  |
| 13.                                            | Frankreich             | Tony Gallopin (COF)          | 3 Pkt.  |
| 14.                                            | Australien             | Matthew Goss (THR)           | 2 Pkt.  |
| 15.                                            | Portugal               | Rui Costa (MOV)              | 1 Pkt.  |

| Etappenziel in Carmaux nach 158 km auf 229 m |                        |                            |         |
| 1.                                           | Deutschland            | André Greipel (OLO)        | 45 Pkt. |
| 2.                                           | Vereinigtes Konigreich | Mark Cavendish (THR)       | 35 Pkt. |
| 3.                                           | Spanien                | José Joaquín Rojas (MOV)   | 30 Pkt. |
| 4.                                           | Norwegen               | Thor Hushovd (GRM)         | 26 Pkt. |
| 5.                                           | Frankreich             | Romain Feillu (VCD)        | 22 Pkt. |
| 6.                                           | Italien                | Daniel Oss (LIQ)           | 20 Pkt. |
| 7.                                           | Frankreich             | Sébastien Hinault (ALM)    | 18 Pkt. |
| 8.                                           | Slowenien              | Borut Božič (VCD)          | 16 Pkt. |
| 9.                                           | Vereinigtes Konigreich | Geraint Thomas (SKY)       | 14 Pkt. |
| 10.                                          | Frankreich             | Samuel Dumoulin (COF)      | 12 Pkt. |
| 11.                                          | Frankreich             | William Bonnet (FDJ)       | 10 Pkt. |
| 12.                                          | Litauen                | Tomas Vaitkus (AST)        | 8 Pkt.  |
| 13.                                          | Slowenien              | Grega Bole (LAM)           | 6 Pkt.  |
| 14.                                          | Belgien                | Philippe Gilbert (OLO)     | 4 Pkt.  |
| 15.                                          | Norwegen               | Edvald Boasson Hagen (SKY) | 2 Pkt.  |

## Aufgaben
- Jaroslaw Popowytsch (TRS): Nicht zur Etappe angetreten.
- Alexander Kolobnew (KAT): Nicht zur Etappe angetreten wegen positiven Dopingbefunds am 11. Juli.